# Pilawa
Pour les articles homonymes, voir Pilawa (homonymie).
Pilawa (prononciation : [pʲiˈlava]) est une ville polonaise du powiat de Garwolin de la voïvodie de Mazovie dans le centre-est de la Pologne.
Elle est le siège administratif de la gmina de Pilawa.
Elle se situe à environ 59 kilomètres au sud-est de Varsovie (capitale de la Pologne).
La ville couvre une surface de 6,62 km2 et comptait 4 278 habitants en 2007.

## Histoire
D'abord comme simple village, Pilawa obtient le statut de ville en 1984.
De 1975 à 1998, la ville appartenait administrativement à la voïvodie de Siedlce.